# Zenão de Eleia
Zenão de Eleia, (em grego clássico: Ζήνωνα της Ελείας; cerca de 490/485 a.C. – 430 a.C.?) foi um filósofo pré-socrático da escola eleática que nasceu em Eleia, hoje Vélia, Itália. Discípulo de Parmênides de Eleia, defendeu de modo apaixonado a filosofia do mestre. 
Seu método consistia na elaboração de paradoxos. Deste modo, não pretendia refutar direto as teses que combatia mas sim mostrar os absurdos daquelas teses (e, portanto, sua falsidade). Acredita-se que Zenão tenha criado cerca de quarenta destes paradoxos, todos contra a multiplicidade, a divisibilidade e o movimento (que nada mais são que ilusões, segundo a escola eleática).
A citação padronizada usa DK29
para Zenão.
Ao contrário de Heráclito de Éfeso, Zenão exerceu atividade política. Consta que teria participado de uma conspiração contra o tirano local, sendo preso e torturado até à morte. Considerado por Aristóteles como o criador da dialética.

## Vida
Filho de Teletágoras, Zenão foi adotado por Parmênides na Escola de Eleia. Tornou-se um professor muito respeitado em sua cidade, e devido a isso, envolveu-se bastante com a política local. Juntamente com outros companheiros e conspiradores, Zenão tentou derrubar o tirano que governava a cidade. Foi preso e torturado até à morte. A partir de sua morte, tornou-se um herói, deixando uma marca na lembrança de seus compatriotas contemporâneos.
Muitas lendas surgiram sobre as circunstâncias em que verdadeiramente tudo aconteceu. Uma dessas versões nos conta que, Zenão ao ser torturado impiedosamente pelo tirano, em praça pública, e querendo este arrancar-lhe a todo custo a confissão dos nomes de seus companheiros conspiradores, Zenão primeiro delatou todos os amigos do tirano como sendo participantes ativos da rebelião e posteriormente, insultou o próprio tirano, frente a frente, como sendo a peste do Estado. Diz-se que Zenão, já todo ensanguentado, postou-se como se quisesse dizer ainda alguma coisa aos ouvidos do tirano, mordendo-lhe, no entanto, a orelha e cerrando tão firmemente os dentes, que para soltar teve que ser trucidado pelos soldados, que o mataram ali naquele instante.
Tal história de bravura e coragem espalhou-se posteriormente entre os cidadãos de Eleia, que, por fim, reagiram contra a tirania erguendo-se contra o seu governante, e ganharam a liberdade.
Outros narram que, ao invés da orelha, Zenão teria ferrado seus dentes contra o nariz do tirano. E outros dizem ainda que, após enormes torturas, Zenão cortou sua própria língua com os dentes e a cuspiu no rosto do tirano, para lhe mostrar que jamais delataria nenhum de seus companheiros.

## Linha de Pensamento
No pensamento de Zenão, as seguintes características são por ele atribuídas a deus:
- O primeiro atributo deduzido pelo filósofo para compor o conceito Deus é a eternidade. Assim, Zenão nos diz: “É impossível que algo surja; pois teria que surgir ou do igual ou do desigual. Ambas as coisas são, porém, impossíveis; pois não se pode atribuir, ao igual, que dele se produza mais do que deve ser produzido, já que os iguais devem ter entre si as mesmas determinações. Tampouco pode surgir o desigual do desigual; pois se do mais fraco se originasse o mais forte, ou do menor o maior, ou do pior o melhor, ou se, inversamente, o pior viesse do melhor, originar-se-ia o Não-Ser do Ser, o que é impossível; portanto, deus é Eterno.”;
- O segundo atributo que Zenão atribui à divindade é a Unidade, como pode ser visto nesse argumento: “Se Deus é o mais poderoso de tudo, então lhe é próprio que seja Um; pois, na medida em que dele houvesse dois ou ainda mais, ele não teria poder sobre eles; mas enquanto lhe faltasse o poder sobre os outros não seria Deus. Se, portanto, houvesse mais deuses, eles seriam mais poderosos e mais fracos um em face do outro; não seriam, por conseguinte, deuses; pois faz parte da natureza de Deus não ter acima de si nada mais poderosos; pois o igual não é nem pior nem melhor que o igual – ou não se distingue dele. Se, portanto, Deus é e se ele é de tal natureza, então só há um deus; não seria capaz de tudo o que quisesse, se houvesse mais deuses.”;
- Quanto à figura, Zenão propõe que Deus tem a forma de uma esfera – “Sendo Um, é em toda parte igual, ouve, vê e possui também, em toda a parte, os outros sentimentos, pois, não fosse assim, as partes de Deus dominariam uma sobre a outra, o que é impossível. Como Deus é em toda parte igual, possui ele a forma esférica; pois não é aqui assim, em outra parte de outro modo, mas em toda parte igual.”;
- Por fim, Zenão conclui que deus não é nem limitado nem ilimitado, nem móvel nem imóvel. Visto que o ilimitado e o imóvel são características do Não-Ser; e, que o limitado e o móvel são características do Múltiplo, Zenão afirma: “O Um, portanto, não está nem em repouso nem se movimenta; pois não se parece nem com o Não-Ser nem com o Múltiplo. Em tudo isso, deus se comporta assim; pois ele é eterno e uno; idêntico a si mesmo e esférico, nem ilimitado nem limitado, nem em repouso nem em movimento.”.

## Argumentos contra a pluralidade
Seguindo o pensamento de seu mestre Parmênides, que afirmava a unidade do Ser, Zenão concebeu contra a pluralidade os seguintes argumentos ou paradoxos:
1. ”Se a pluralidade existe, as coisas serão ao mesmo tempo limitadas e infinitas em número.” – De fato, se há mais de uma coisa, vemos que entre a primeira e a segunda existe, então, uma terceira. Assim, entre a primeira e a terceira, existirá uma quarta; e assim, ao infinito;
2. ”Se a pluralidade existe, as coisas, ao mesmo tempo, serão infinitas em tamanho e não terão tamanho algum.” – Igualmente aqui, se duas coisas possuem cada qual sua espessura, e entre essas duas espessura há uma terceira espessura, há que se concluir que entre a primeira espessura e essa terceira espessura, haverá também uma quarta espessura; e assim, ao infinito.

## Argumentos contra o movimento
No pensamento dos eleatas, o movimento, tal como as mudanças e as transformações físicas, nada mais eram do que ilusões provocadas pelos nossos sentidos. Para propor que o movimento não existe, Zenão concebeu os seguintes argumentos ou paradoxos, que até hoje são objeto de muita discussão entre filósofos e cientistas:
1. Paradoxo da dicotomia – Imagine um móvel que está no ponto A e quer atingir o ponto B. Este movimento é impossível, pois antes de atingir o ponto B, o móvel tem que atingir o meio do caminho entre A e B, isto é, um ponto C. Mas para atingir C, terá que primeiro atingir o meio do caminho entre A e C, isto é, um ponto D. E assim, ao infinito;
2. Paradoxo de Aquiles – Imagine uma corrida entre um atleta velocista (Aquiles) e uma tartaruga. Suponhamos que é dada para a tartaruga uma vantagem inicial em distância. Aquiles jamais a alcançará, porque quando ele chegar ao ponto de onde a tartaruga partiu, ela já terá percorrido uma nova distância; e quando ele atingir essa nova distância, a tartaruga já terá percorrido uma outra nova distância, e assim, ao infinito;
3. Paradoxo da flecha imóvel – Uma flecha em voo está a qualquer instante em repouso. Ora, se um objeto está em repouso quando ocupa um espaço igual às suas próprias dimensões e se, a flecha em voo sempre ocupa espaço igual às suas próprias dimensões, logo a flecha em voo está em repouso;
4. Paradoxo do estádio - Assim como a flecha, argumenta que é impossível que a subdivisibilidade do tempo e do espaço termine em indivisíveis. É o mais discutido e com a descrição mais difícil.